# Берліште (комуна)
Берліште (рум. Berliște) — комуна у повіті Караш-Северін в Румунії. До складу комуни входять такі села (дані про населення за 2002 рік):
- Берліште (410 осіб) — адміністративний центр комуни
- Мілковень (306 осіб)
- Русова-Веке (87 осіб)
- Русова-Ноуе (111 осіб)
- Ям (444 особи)

Комуна розташована на відстані 370 км на захід від Бухареста, 47 км на південний захід від Решиці, 87 км на південь від Тімішоари.

## Населення
За даними перепису населення 2002 року у комуні проживали 1358 осіб.
Національний склад населення комуни:
| Національність | Кількість осіб | Відсоток |
| -------------- | -------------- | -------- |
| румуни         | 1186           | 87,3%    |
| цигани         | 162            | 11,9%    |
| серби          | 5              | 0,4%     |
| угорці         | 2              | 0,1%     |
| хорвати        | 1              | 0,1%     |
| чехи           | 1              | 0,1%     |

Рідною мовою назвали:
| Мова       | Кількість осіб | Відсоток |
| ---------- | -------------- | -------- |
| румунська  | 1268           | 93,4%    |
| циганська  | 82             | 6,0%     |
| сербська   | 5              | 0,4%     |
| угорська   | 1              | 0,1%     |
| хорватська | 1              | 0,1%     |
| чеська     | 1              | 0,1%     |

Склад населення комуни за віросповіданням:
| Релігія        | Кількість осіб | Відсоток |
| -------------- | -------------- | -------- |
| православні    | 1275           | 93,9%    |
| баптисти       | 64             | 4,7%     |
| п'ятдесятники  | 11             | 0,8%     |
| римо-католики  | 2              | 0,1%     |
| греко-католики | 2              | 0,1%     |
| реформати      | 1              | 0,1%     |
| не релігійні   | 1              | 0,1%     |